# 栗鼠耳蝠
栗鼠耳蝠（学名：Myotis badius），一种分布于中华人民共和国云南省的蝙蝠，隶属于蝙蝠科鼠耳蝠属。模式产地为云南昆明市晋宁区双河彝族乡石槽河村附近的大石洞。

## 形态特征
栗鼠耳蝠前臂长35～38.5毫米，颅基长11.8～12.6毫米。背部棕栗色，腹部浅棕色。